# Jadera
Jadera (Iadera, Jadra, Jadar, Idassa) je liburnijsko naselje iz kojeg se razvio današnji Zadar, Hrvatska. Kasnije je Jadera postala kolonija rimskih građana.
Prije naseljavanja ilirskih plemena ovaj je prostor naseljavao pradavni mediteranski narod iz čijeg predindoeuropskog jezika vrlo vjerojatno potječe i sam naziv naselja - Jader, Jadra ili Jadera, koji su poslije preuzele i druge civilizacije. Ime naselja vezano je uz neki pradavni hidrografski pojam.
Ilirsko naselje potječe iz 9. stoljeća pr. Kr., koje je već u 7. i 6. stoljeću pr. Kr. značajno središte ilirskog plemena Liburni kojima je zadarska luka bila polazište za brojna trgovačka putovanja i sigurno sidrište. Jadasini kao stanovnici Idasse ili Jadera prvi se put spominju 384. pr. Kr. na grčkom natpisu iz Farosa (današnji Stari Grad na Hvaru) kao saveznici hvarskih starosjedilaca u borbi protiv novodoseljenih grčkih kolonista. Grčki zemljopisac Skilaks Skarianderis spominje Idassu/Jadar, a stanovnike naziva Jadasinima.
Koloniju rimskih građana - Colonia Julia Jader osnovao je 48. pr. Kr. najvjerojatnije sam Julije Cezar. Jader je bio uređen po svim načelima rimskog urbanizma: pet uzdužnih i veći broj poprečnih ulica stvaralo je pravilnu mrežu gradskih komunikacija, koje su dijelile grad po strogom geometrijskom redu na pravokutne kvartove - insule. Na zapadnom kraju grada izgrađen je glavni trg - rimski forum, a do njega nešto povišeni kapitolij s hramom. Kapitolij je bio omeđen jednokatnim, a forum dvokatnim trijemom. Na prostoru okrenutom moru izgrađen je gospodarski trg - emporij. Rimski Jader bio je zaštićen jakim zidima, na više mjesta ojačanih monumentalnim kulama, a imao je i javni vodovod s vodom iz 40 km udaljene Vrane, sustav kanalizacije, terme i druge značajke visoko razvijenog urbanog života. Također se na području rimskog Zadra pretpostavlja postojanje građevine amfiteatra za održavanje krvavih gladijatorskih borbi, kao i građevine teatra za priređivanje scenskih igara.